# Sobrado
Sobrado este un oraș în Paraíba (PB), Brazilia.